# 1298
1298. је била проста година.

## Догађаји
- 22. јул — Битка код Фолкерка

- Англо-француски рат (1294-1298) завршен је оружани сукоб између Енглеске и Француске у Војводству Аквитанија, Ламаншу и Бискајском заливу.
- Курцолин рат (1295-1299) Војни сукоб између Млетачке и Ђеновске републике (део Млетачко-Ђеновских ратова).
- Византијско-млетачки рат (1296-1302) — део Млетачко-Ђеновског рата (1293-1299).
- Први рат за независност Шкотске (1296-1328).
- 22. јул — Битка код Фолкирка: пораз шкотских побуњеника Вилијама Валаса од стране трупа енглеског краља Едварда I.
- Фландријски рат (1297-1305), који је водио француски краљ Филип IV против Фландријске грофовије и фламанских градова.
- Ливонски грађански рат (1297-1330) Низ војних сукоба у којима су учествовале две главне супротстављене стране — Рига и Ливонски ред.
- 1. јун — Битка код Трејдена: Ришке и литванске трупе побеђују снаге Ливонског реда.
- 2. јул — Битка код Гелхајма: Албрехт I од Аустрије побеђује и убија Адолфа од Насауа.
- 8. септембар — Победа ђеновске флоте над млетачком флотом код Венеције, близу острва Курзола. Млетачка флота је потпуно поражена. Заробљено је око 7.000 Млечанаца.
- Сребро је пронађено у Кутној Хори (Средња Бохемија). Краљ Вацлав II од Бохемије учинио је рударство сребра краљевским монополом, преузео потпуну контролу над монетарним системом, кујући прашке гроше и забранивши оптицај сребра у облику који није новчић. Кутна Хора (Кутенберг) постала је једно од најбогатијих европских налазишта сребра: између 1300. и 1340. године, из рудника се годишње вадило 20 тона сребра.
- Михаил Јарослављич Тверски скоро гине у пожару када се његов кнежевски двор запалио.
- Андреј Александрович, као и 1297. године, поново покушава да освоји Перејаслављ-Залески, поново не успева и одлази у Велики Новгород.

## Смрти
- 11. јун — Јоланда Пољска, војвоткиња Великопољске и католичка светитљка